# Unione iberica
Unione iberica designa l'unità politica che contraddistinse l'intera penisola iberica nel periodo 1580–1640, attraverso l'unione dinastica che si realizzò durante il regno di Filippo II di Spagna.
Parti costituenti di tale unione, determinata dalla crisi dinastica portoghese, erano le corone del Portogallo, della Castiglia e d'Aragona. L'unione comprendeva anche i rispettivi possedimenti coloniali degli Stati che ne fecero parte.

## Contesto storico
Unire l'Iberia fu una delle ambizioni dei monarchi medievali della penisola. Sancho III di Navarra e Alfonso VII di Castiglia presero il titolo di Imperator totius Hispaniae. L'unione poteva essere raggiunta in precedenza, quando Miguel da Paz, Principe delle Asturie, divenne re, ma la sua morte prematura fece abortire il progetto.
La storia del Portogallo tra la crisi dinastica (1578) e l'avvento del casato di Braganza (1640) fu un periodo di transizione. Nel Cinquecento l'Impero portoghese, dopo aver aperto le nuove rotte per le Indie orientali, era all'apice della sua potenza. Nel Seicento il lucrativo commercio portoghese delle spezie e degli schiavi nelle Indie iniziò a decadere per la concorrenza (e le azioni di pirateria) di inglesi, francesi ed olandesi. Questo provocò un lungo declino del regno. Inoltre gli sforzi della monarchia asburgica per combattere i protestanti portarono ad un indebolimento delle finanze portoghesi.

## Fondazione

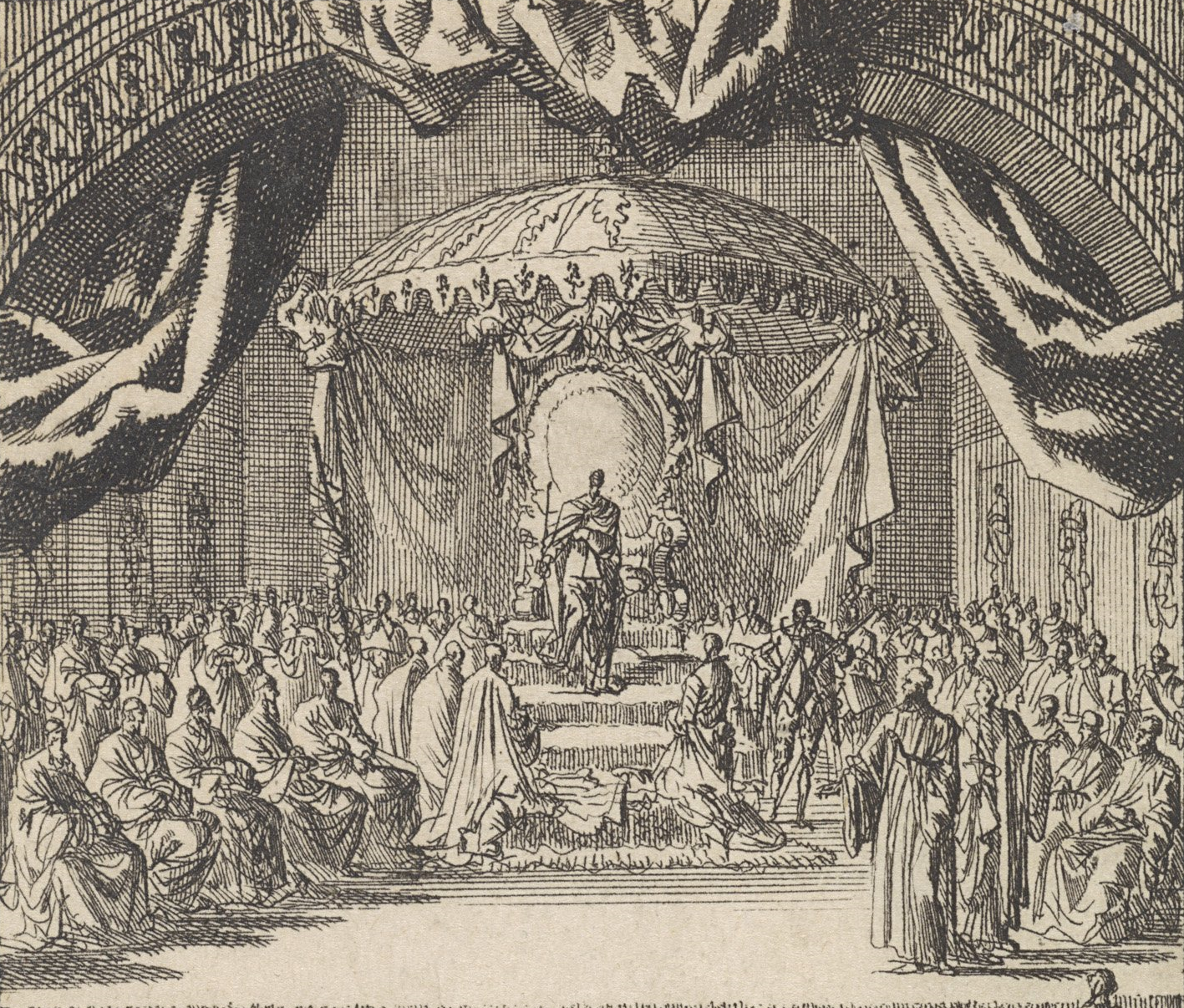
Incisione di Jan Luyken delle Cortes di Tomar del 1581.

La battaglia di Alcazarquivir nel 1578 vide la morte del giovane re Sebastiano e aprì una seria crisi della dinastia Aviz. Il successore di Sebastiano al regno del Portogallo era infatti l'anziano prozio di questi, il Cardinale Enrico I del Portogallo, che aveva all'epoca quasi 70 anni. Nonostante i tentativi di Enrico di ottenere una dispensa papale per poter sposarsi ed eventualmente produrre un erede, tale richiesta non venne assecondata da Papa Gregorio XIII, il quale non intendeva inimicarsi Filippo II di Spagna. La morte di Enrico, avvenuta il 31 gennaio del 1580, durante i lavori delle Cortes di Almeirim, nel corso delle quali si era cercato di definire in maniera negoziale gli assetti del Portogallo, fu seguita da una crisi dinastica, con tre nipoti di Manuele I del Portogallo che rivendicarono il trono: Caterina (sposata con Giovanni I di Braganza), Antonio, priore di Crato e Filippo II di Spagna. Antonio venne acclamato re dal popolo di Santarém il 24 luglio 1580 ed in seguito in molte altre città. Alcuni membri del Consiglio di reggenza, che avevano sostenuto Filippo, ripararono in Spagna e lo dichiararono il legittimo erede al trono. Le forze di Filippo II, guidate da Fernando Álvarez de Toledo, marciarono verso il Portogallo e sconfissero il 25 agosto 1580 le truppe di Antonio nella battaglia di Alcântara. Filippo II di Spagna fu proclamato re del Portogallo il 12 settembre del 1580, e venne incoronato come Filippo I del Portogallo il 16 aprile del 1581 in occasione delle Cortes di Tomar. Filippo si impegnò a riconoscere vari privilegi alle élite portoghesi, in ambito politico e commerciale, e mantenne le istituzioni preesistenti. L'unione iberica assunse quindi i connotati di un'unione personale, senza alcuna unificazione amministrativa di tale corona a quella di Castiglia.
     Territori di competenza del Consiglio di Castiglia
     Territori di competenza del Consiglio d'Aragona
     Territori di competenza del Consiglio del Portogallo
     Territori di competenza del Consiglio d'Italia
     Territori di competenza del Consiglio delle Indie
     Territori di competenza del Consiglio delle Fiandre

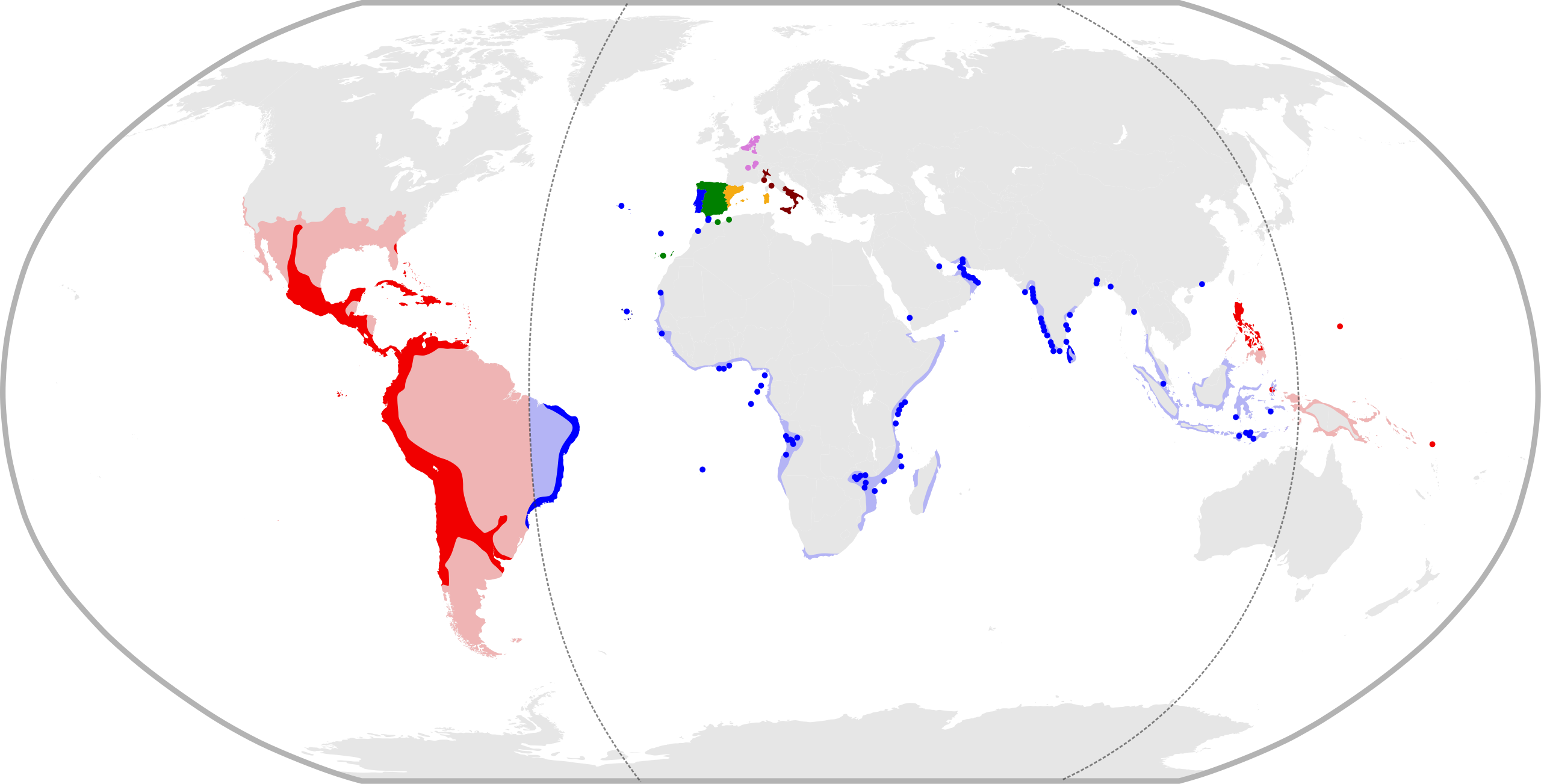
Unione iberica (1581–1640); in dettaglio la suddivisione amministrativa:
Territori di competenza del Consiglio di Castiglia
Territori di competenza del Consiglio d'Aragona
Territori di competenza del Consiglio del Portogallo
Territori di competenza del Consiglio d'Italia
Territori di competenza del Consiglio delle Indie
Territori di competenza del Consiglio delle Fiandre

Lo status del Portogallo venne mantenuto sotto i primi due re della dinastia Asburgo, Filippo I e Filippo II. Entrambi i re diedero posizioni di prestigio ai nobili portoghesi nella corte spagnola e lo stesso regno del Portogallo mantenne la legislazione, la moneta e il governo indipendenti. Filippo I valutò inoltre di spostare la capitale dell'impero spagnolo a Lisbona.
Tuttavia l'unione delle corone privò il Portogallo di una politica estera indipendente, causando uno stravolgimento dei suoi rapporti diplomatici tradizionali che avrebbe avuto serie ripercussioni sui suoi possedimenti coloniali. I rapporti con l'Inghilterra, un alleato storico del Portogallo già dal 1386, si deteriorarono all'improvviso; venne persa Ormuz. Gli aiuti inglesi alle ribellioni contro i re di Castiglia garantirono perlomeno la continuazione dell'alleanza. Le guerre contro gli olandesi portarono ad una grave perdita degli empori commerciali in Asia, come Ceylon, Africa e Sudamerica. Sebbene i portoghesi non furono più in grado di riconquistare l'intera isola di Ceylon, riuscirono a riprendere controllo della regione costiera.
Il Brasile, approfittando della debolezza portoghese nel Seicento, venne parzialmente conquistato dai francesi e dagli olandesi. In particolare gli olandesi, fino alla dissoluzione dell'Unione iberica, conquistarono grandi porzioni di territorio brasiliano; l'intrusione in Brasile degli olandesi fu preoccupante e durevole per il Portogallo. Gli olandesi riuscirono anche a conquistare i possedimenti portoghesi nella costa occidentale dell'Africa.

### I Regni

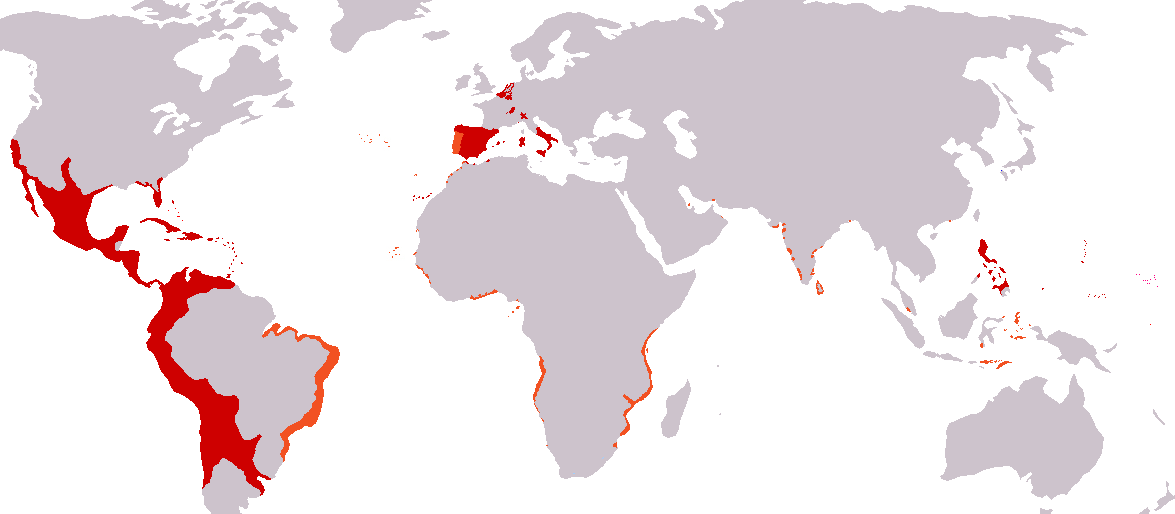
Mappa dell'Impero ispano-portoghese all'epoca dell'Unione Iberica delle due corone (1581–1640). In rosso scuro i territori spagnoli, in rosso-arancio quelli portoghesi

Questo portò Filippo II a detenere in unione personale i seguenti regni:
- Regno di Castiglia e León
  - Regno di Navarra
- Corona d'Aragona
  - Regno d'Aragona
  - Principato di Catalogna
  - Regno di Valencia
  - Regno di Maiorca
- Regno del Portogallo

## Declino dell'Unione e rivolta del Portogallo

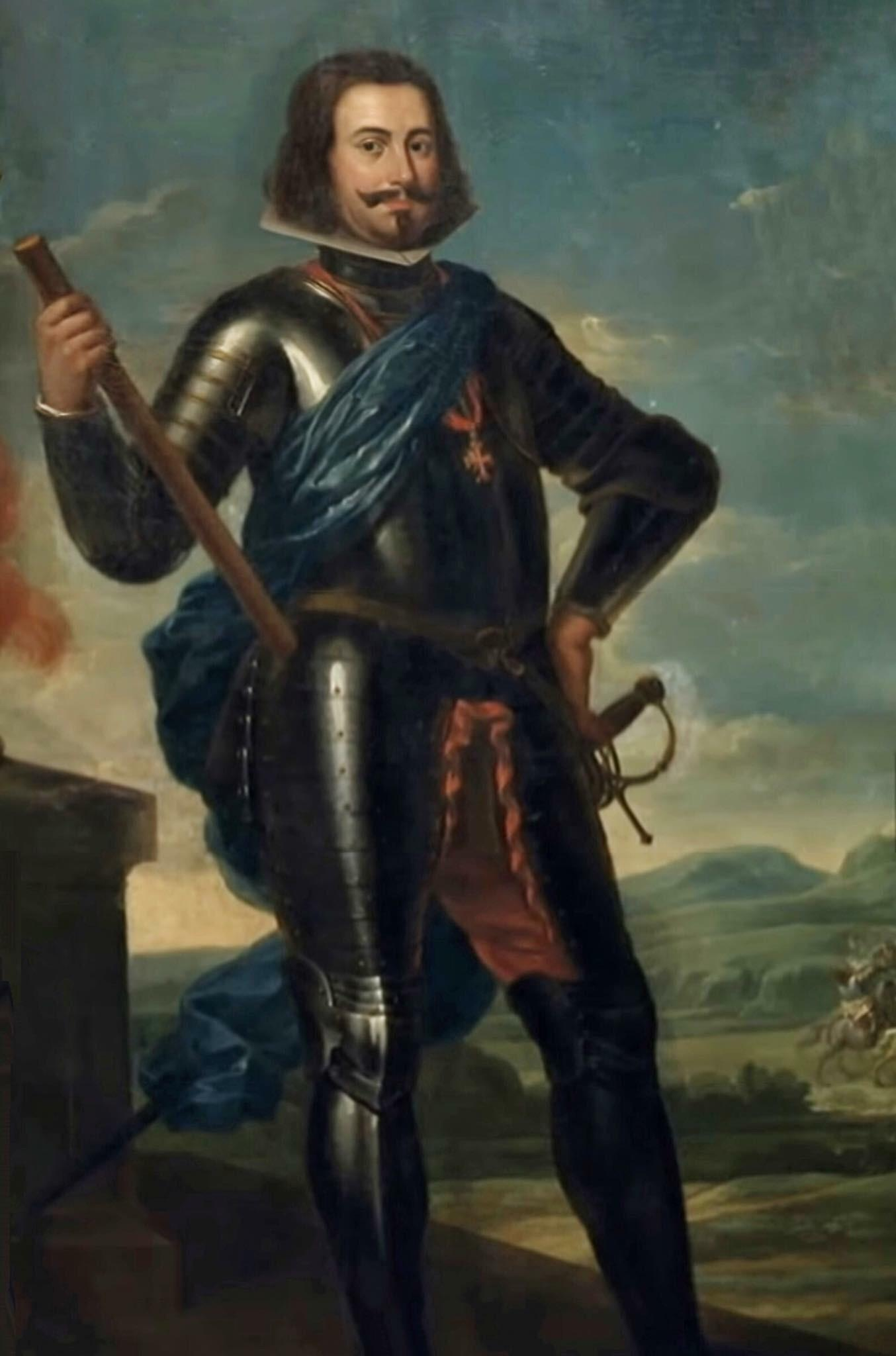
Giovanni IV del Portogallo, il Re della Restaurazione.

Il successore di Filippo III di Spagna, Filippo IV ebbe un diverso approccio nei confronti delle questioni portoghesi. Le tasse iniziarono a colpire i mercanti portoghesi, la nobiltà portoghese iniziò a perdere la sua importanza nelle Cortes, e i posti di governo in Portogallo iniziarono ad essere occupati dai castigliani. In sostanza Filippo IV voleva fare del Portogallo una provincia castigliana.
Questa situazione degenerò in una rivolta dei nobili e dei borghesi il 1º dicembre 1640, 60 anni dopo l'incoronazione di Filippo I. Il complotto venne pianificato da Antão Vaz de Almada, Miguel de Almeida e João Pinto Ribeiro. Questi, insieme ad altri, uccisero il segretario di Stato Miguel de Vasconcelos ed imprigionarono la cugina del re, la Duchessa di Mantova, che governò il Portogallo a suo nome. Il momento era propizio, dato che le truppe di Filippo stavano combattendo nella Guerra dei trent'anni e facendo fronte ad una contemporanea rivolta in Catalogna.
I rivoltosi avevano anche il sostegno del popolo, così Giovanni di Braganza venne acclamato re del Portogallo in tutto il paese. Già il 2 dicembre 1640, Giovanni aveva inviato una lettera alla Camera Comunale di Évora in qualità di sovrano.

## Guerra di restaurazione e fine dell'Unione

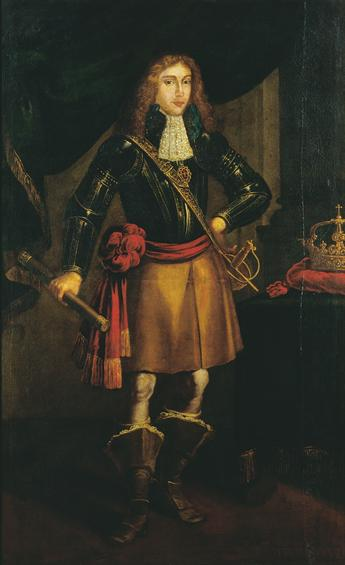
Alfonso VI del Portogallo, secondo re del Portogallo della dinastia Braganza.

La successiva guerra di restaurazione portoghese contro Filippo IV consistette soprattutto in piccole schermaglie nelle vicinanze dei confini. Le battaglie più significanti furono la battaglia di Montijo il 26 maggio 1644, la battaglia di Elvas (1659), la battaglia di Ameixial (1663), la battaglia di Castelo Rodrigo (1664), e la battaglia di Montes Claros (1665); le truppe di Giovanni IV furono vittoriose in tutte queste battaglie.
Alcune decisioni prese da Giovanni IV per rafforzare il suo esercito fecero sì che la vittoria diventasse possibile. L'11 novembre 1640, venne creato il Consiglio di guerra per organizzare tutte le operazioni. In seguito il candidato re creò la Junta delle Frontiere che aveva il compito di curarsi delle fortificazioni nelle vicinanze dei confini, l'ipotetica difesa di Lisbona e le guarnigioni e i porti sul mare. Nel dicembre del 1641 venne creata una tenenza per assicurare i miglioramenti di tutte le fortezze che furono pagate con le tasse regionali. Giovanni IV organizzò l'esercito, instaurò le leggi militari di Sebastiano e sviluppò un'intensa attività diplomatica focalizzata nella restaurazione delle buone relazioni con l'Inghilterra.
Dopo aver vinto diverse battaglie decisive, Giovanni provò a riappacificarsi. La sua domanda che Filippo riconoscesse la nuova dinastia regnante in Portogallo non venne soddisfatta fino al regno di suo figlio Alfonso VI durante la reggenza di Pietro di Braganza (un altro figlio di Giovanni e successivamente re Pietro II del Portogallo).

## Origini della Casa di Braganza
La dinastia di Braganza iniziò con Giovanni IV. I duchi della Casa di Braganza erano un ramo laterale della Casa degli Aviz. Nel Cinquecento erano già una delle famiglie più potenti del regno. I membri di Casa Braganza si sposavano con quelli della dinastia Aviz. Nel 1565 Giovanni di Braganza si sposò con Caterina Aviz, nipote di re Manuele I del Portogallo. Questo legame con la famiglia reale Aviz nel Cinquecento diventò determinate per l'ascesa dei Braganza come dinastia regnante nel Seicento. Caterina era una delle più forti pretendenti al trono del Portogallo nel 1580, ma perse la lotta contro suo cugino Filippo II di Spagna. In seguito il nipote Giovanni, diventò re Giovanni IV del Portogallo.
Giovanni IV fu un monarca amato, mecenate delle arti e della musica, nonché un bravo compositore e scrittore di soggetti musicali. Raccolse una delle più grandi biblioteche del mondo. Tra i suoi scritti c'è un libello di Palestrina e sulla Musica Moderna (Lisbona, 1649). Nel frattempo gli olandesi conquistarono Malacca (Gennaio 1641) e nel Sultanato dell'Oman Mascate (1648). Nonostante ciò nel 1654, la maggior parte del Brasile venne riconquistata. Giovanni morì nel 1656, e la sua vedova Luisa di Guzman, fece sposare la figlia Caterina di Braganza a Carlo II d'Inghilterra nel 1661, mentre era reggente per conto del figlio Alfonso VI. La sua dote consisteva di Tangeri, Bombay e 1.000.000 sterline; la sua dote fu la più consistente fatta da una regina consorte. Il successore di Giovanni IV fu Alfonso VI.